# Gienia (nadajnik)

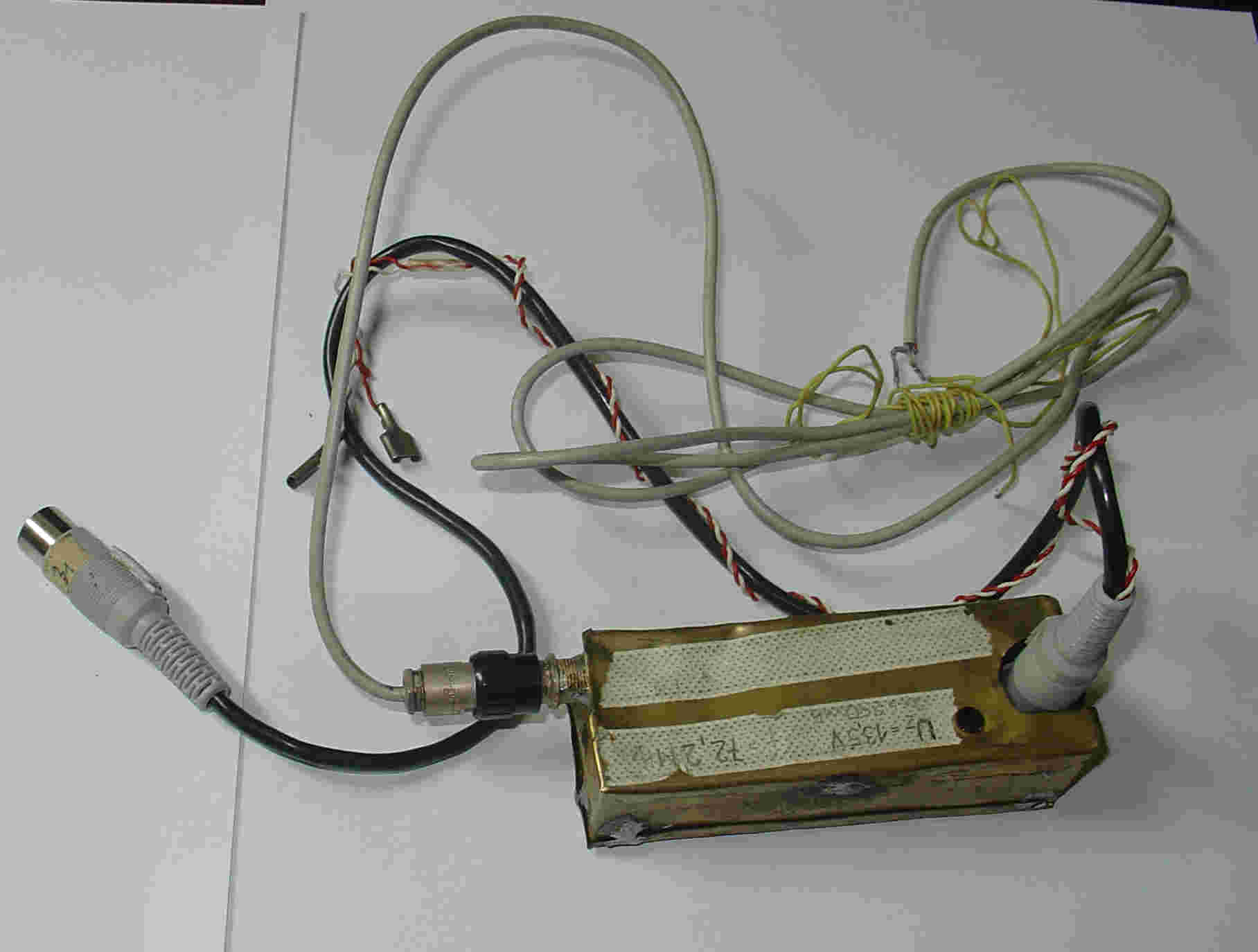
wygląd nadajnika

Gienia – mały nadajnik używany przez podziemne Radio „Solidarność”, wyprodukowany podobno w Gdańsku. 

## Opis
Warszawskie Radio „Solidarność” używało kilkudziesięciu takich nadajników. Gienia miała kształt małego blaszanego pudełka o wymiarach około 3 cm x 3 cm x 15 cm, do którego dołączana była antena, zewnętrzne źródło zasilania (ok. 12 V) oraz magnetofon kasetowy. Antenę wieszano w oknie w pozycji pionowej, np. mocując nitką do karnisza. Rzadziej wypuszczano za okno. Co najmniej jedna Gienia miała antenę w postaci cienkiego drucika, który nie wymagał podwieszenia. Nadajnik rozpoczynał nadawanie po włączeniu zasilania, najczęściej używano trzech baterii płaskich 4,5V połączonych szeregowo. Każda Gienia była fabrycznie dostrojona do innej częstotliwości nadawania w paśmie UKF. Audycje były zapowiadane ulotkami, w których podawano dzień i godzinę emisji, słuchacz musiał sam znaleźć częstotliwość nadawania. Z uwagi na małą moc (ok. 2 W) Gienia miała bardzo mały zasięg ok. 2 km co bardzo ograniczało szanse faktycznego dotarcia do słuchaczy.
W latach 1983−1985 kilkanaście nadajników wykorzystywała grupa Radia „Solidarność” Nil-3 współpracująca z TKOS. Nadawała audycje na terenie Pruszkowa, Ursusa, Piastowa, Podkowy Leśnej, Grodziska Mazowieckiego, Milanówka, Brwinowa, Żyrardowa, Piaseczna i Góry Kalwarii. Terminy i teksty audycji były tożsame z audycjami emitowanymi w Warszawie, jedynie na końcu dodawano fragment redagowany przez TKOS. Grupa Nil-3 dysponowała własnymi urządzeniami do produkcji ulotek co pozwalało na przygotowanie w całkowitej tajemnicy ulotek z nazwami tych miejscowości w których faktycznie planowano emisję. Ulotki rozprowadzała własna grupa ulotkowa nie wcześniej niż na dwa dni przed emisją. Członkowie grupy ulotkowej znali przybliżony zasięg emisji i ograniczali rozprowadzanie ulotek tylko do tych obszarów. W przypadku rozleglejszych miast (Pruszków, Ursus) używano kilku nadajników pracujących równocześnie w różnych punktach miasta. Dzięki takiej organizacji uzyskiwano bardzo dobrą, potwierdzona badaniami słuchalność. Audycje nagrywane były w studio prowadzonym przez Andrzeja Gomulińskiego, pseudonim Olgierd. Przeciętny czas trwania wynosił ok. 4 minuty.
Od roku 1985 rozpoczęto zapowiadanie audycji radiowych poprzez urządzenie Bolek i Lolek. Pierwszą audycją przeprowadzono w Wielkanoc 1985 r. w Pruszkowie. Procedura wyglądała w ten sposób, emiter za pomocą Bolka i Lolka nadawał napis Włącz Radio ukazujący się na ekranach telewizorów odbierających I program na kanale drugim. Następnie uruchamiał Gienię emitując audycję dźwiękową. Przy zastosowaniu tej metody niepotrzebne było kłopotliwe ulotkowanie. Nie było też konieczności wcześniejszego zdradzania terminu i miejsca emisji. Jedna ekipa (emiter z pomocnikiem) poruszając się samochodem mogła jednego dnia przeprowadzić kilka a nawet kilkanaście emisji w różnych miejscach. Po wprowadzeniu Bolka i Lolka oraz Berty zrezygnowano z zapowiadania audycji ulotkami.
Egzemplarz Gieni znajduje się w Narodowym Muzeum Techniki w Warszawie.